# Parco nazionale di Andasibe-Mantadia
Il Parco nazionale di Andasibe-Mantadia è un'area naturale protetta ubicata nella parte orientale del Madagascar, poco distante da Antananarivo.
È comunemente noto anche come riserva di Périnet.

## Territorio
Comprende due distinte aree della fivondrona di Moramanga (Provincia di Toamasina): la Riserva speciale d'Indri d'Analamazaotra e il Parco Nazionale di Mantadia. Entrambe le aree coprono una superficie di oltre 15.500 ha di foresta pluviale, che ospita un vasto campionario di biodiversità tra cui molte specie endemiche in pericolo di estinzione. È attraversata da numerosi corsi d'acqua che danno vita a laghi e cascate.

## Flora
La lussureggiante vegetazione della foresta pluviale è arricchita da numerose specie di orchidee, molte delle quali endemiche, e da varie specie di ninfee, che ricoprono la superficie del Lac rouge.

## Fauna

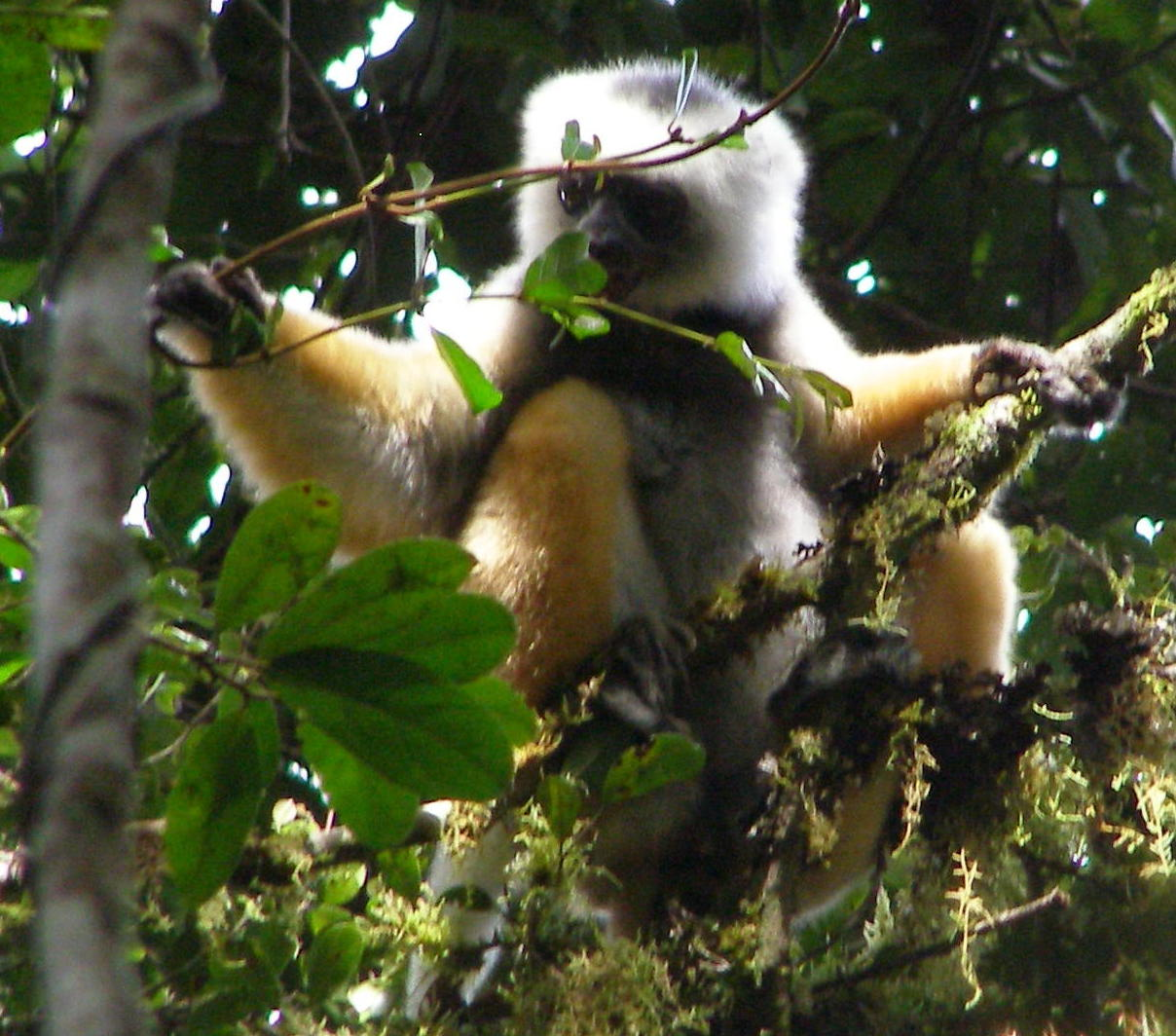
Sifaka diadema
(Propithecus diadema)

Nel parco vivono 11 differenti specie di lemuri dalle abitudini sia diurne che notturne. Tra questi ultimi vi sono l'aye aye (Daubentonia madagascariensis), il microcebo rosso (Microcebus rufus) e il chirogaleo bruno (Cheirogaleus major). Di giorno è invece possibile osservare il sifaka diadema (Propithecus diadema), il lemure dal ventre rosso (Eulemur rubriventer) e una numerosa colonia di Indri indri.
Occasionalmente è possibile incontrare in questa area il fossa (Cryptoprocta ferox) nonché diverse specie di tenrec.
Nell'area sono state censite le seguenti specie di pipistrelli: Myzopoda aurita, Miniopterus manavi, Miniopterus majori, Myotis goudoti, Mormopterus jugularis, Mops leucostigma, Tadarida pumila, Neoromicia robertsi.
Il parco ospita inoltre numerose specie di uccelli (tra cui l'elusivo barbagianni del Madagascar, Tyto soumagnei e la rara falsa nettarinia ventregiallo, Neodrepanis hypoxantha), un ricco contingente di anfibi (Aglyptodactylus madagascariensis, Blommersia blommersae, Boophis boehmei, Boophis erythrodactylus, Boophis guibei, Mantella crocea, Scaphiophryne marmorata) e diverse specie di rettili.

## Strutture ricettive
Ad Andasibe è possibile trovare ospitalità alberghiera ed esistono 3 campeggi all'interno del Parco.